# Anderson Silva França
Anderson Silva de França o simplemente Anderson Silva (nacido el 28 de agosto de 1982 en São Paulo) es un futbolista brasileño.

## Trayectoria
Anderson empezó su carrera profesional en Uruguay con el Montevideo Wanderers. Sus actuaciones provocaron su pase al equipo español del Racing de Santander. Posteriormente firmó por el Everton a comienzos de la temporada 2005/06, poniendo fin a un periodo exitoso en el Racing.
Sin embargo, después de no obtener el permiso de trabajo, el centrocampista brasileño fue cedido al Málaga CF inicialmente por 6 meses, pero que fue prorrogado hasta final de la temporada 2005/06, debido a que otra vez, no le fue dado el permiso de trabajo. Everton decidió trabajar para acabar con el problema, esperando a que le fuese concedido el pasaporte español, y una vez conseguido y debido a las regulaciones de la UE, reunió los requisitos para jugar al fútbol en Inglaterra.
El 11 de diciembre, el Everton anunció en su Encuentro Anual General que existía la posibilidad de que Anderson pudiese jugar en el club en pocas semanas, después de resolver los problemas de pasaporte.
El 19 de diciembre de 2006, el Everton confirmó que Anderson había acordado unos términos en "acuerdo de contrato corto" después de unos problemas de inmigración.
Anderson hizo su debut en la Premiership el 15 de abril de 2007 en una victoria por 2-1 contra el Charlton Athletic, remplazando a Mikel Arteta 2 minutos antes de acabar el partido.
Firmó un nuevo contrato por un año en verano de 2007.
Anderson se unió al club Barnsley de la Coca Cola Championship en un corto préstamo, en agosto de 2007. Hizo varias apariciones con el club de Yorkshire, impresionando por sus pases. Se cree que fue cedido al Barnsley después de partido amistoso a puerta cerrada contra el Everton.
Anderson regresó al Everton el 22 de septiembre después de que el Barnsley perdiese ante el Southampton por 3-2. Desde su retorno a Merseyside, el Barnsley intentó volver a tener cedido a Anderson.
En 2011 el centrocampista brasileño Anderson Silva exjugador de Racing de Santander y Málaga, interrumpe su andadura en el fútbol europeo (actuó las últimas dos temporadas y media en el Barnsley inglés) para incorporarse a Nacional, club que defendió en 2003. Fue utilizado en pocos partidos por Juan Ramón Carrasco pero Marcelo Gallardo no lo tuvo en cuenta y Anderson Silva debió irse del club uruguayo.
A mediados del año 2014 se convierte en uno de los nuevos refuerzos del Club Atlético Rentistas para afrontar la Copa Sudamericana, copa a la cual dicho equipo se clasificó por primera vez en su historia, tras una histórica campaña conseguida inmediatamente después de ascender a la Primera División del fútbol uruguayo.

## Palmarés

### Torneos nacionales
| Título                      | Club     | País    | Año     |
| --------------------------- | -------- | ------- | ------- |
| Primera División de Uruguay | Nacional | Uruguay | 2010-11 |